# Hölgyek feketében
A Hölgyek feketében (eredeti cím: Ladies in Black) 2018-ban bemutatott ausztrál dráma-filmvígjáték Bruce Beresford rendezésében. Az Angourie Rice, Rachael Taylor, Julia Ormond, Ryan Corr és Shane Jacobson főszereplésével készült film Madeleine St John 1993-as The Women in Black című regénye alapján készült. A filmet 2018. szeptember 20-án mutatták be.

## Cselekmény
Lisát 1959 karácsonyán felveszik új asszisztensként a Goode's áruházba Sydney-ben. Összebarátkozik Fay-jel, aki kezdetben óvatos a bevándorlókkal szemben, Pattyvel, aki több figyelmet vár a férjétől, és Magdával, egy Szlovéniából származó bevándorlóval, aki bemutatja őt a többi európai barátnőjének. Patty vesz egy rózsaszín hálóinget, amivel elnyeri a férje által keresett figyelmet, de a férfi úgy véli, hogy felbosszantotta őt, és hosszabb időre elutazik. Magda meghívja Lisát és Fay-t egy szilveszteri partira Magda házába, és bemutatja Fay-t Rudinak, aki magyar bevándorló és feleséget keres. Lisát bemutatják Michaelnek, aki egy Ausztráliába bevándorolt magyar pár fia. Egy ruhát, amit Lisa meg akar venni, a következő nyári kiárusításon a főnöknő 150 guineáról 75 guineára, majd később 50 guineára áraz le, külön Lisa kedvéért, mert tudja, hogy nagyon szeretné megvenni, de az eredeti ár nagyon magas volt neki.
Patty férje visszatér, és kibékülnek, amikor a nő elmagyarázza, hogy a férfi figyelmét akarja, és Patty nem sokkal később teherbe esik. Lisa kitűnően érettségizik, és apja jóváhagyása után ösztöndíjra jelentkezik a Sydney Egyetemre. Rudi vesz egy új lakást, és abban megkéri Fay kezét. Lisát bosszantja, hogy a neki tetsző ruha már nincs a kirakatban, de Magda csak most rejtette el, hogy 35 guineára csökkentették az árát, amit Lisa most már megengedhet magának. Megveszi a ruhát, és felveszi a vizsgaeredményeit ünneplő partira. Magda elmondja, hogy kiválasztott egy helyet egy üzletnek, ahol csúcskategóriájú divatos ruhákat fog árulni. Magda megkérdezi Lisát, hogy mit fog csinálni, miután befejezi tanulmányait a Sydney-i Egyetemen, mire Lisa azt mondja, hogy színésznő akar lenni, vagy költő, vagy regényíró, vagy talán mindhárom.

## Szereplők
- Julia Ormond – Magda
- Angourie Rice – Lisa
- Rachael Taylor – Fay
- Ryan Corr – Rudi
- Susie Porter – Mrs. Miles
- Shane Jacobson – Mr. Miles
- Noni Hazlehurst – Miss Cartwright
- Nicholas Hammond – Mr. Ryder
- Alison McGirr – Patty
- Vincent Pérez – Stefan

## Filmkészítés
A Hölgyek feketében filmötlete húsz évvel korábban merült fel. Bruce Beresford író-rendezőt szerződtették a projekthez. Beresford és Madeleine St John írónő, aki a film alapjául szolgáló könyvet írta, egyetemi barátok voltak, és Beresford megígérte, hogy egy nap filmre viszi regényét, mióta először elolvasta azt az eredeti megjelenés idején. 2017 októberében jelentették be a szereposztást, és még abban a hónapban megkezdődött a forgatás az ausztráliai Sydneyben.

## Fordítás
- Ez a szócikk részben vagy egészben  a   Ladies in Black (film) című angol Wikipédia-szócikk fordításán alapul.  Az eredeti cikk szerkesztőit annak laptörténete sorolja fel. Ez a jelzés csupán a megfogalmazás eredetét és a szerzői jogokat jelzi, nem szolgál a cikkben szereplő információk forrásmegjelöléseként.